# Systématisme (droit)
 (juin 2023).
En droit, le systématisme désigne un courant de pensée qui, avec l'historicisme juridique, constitue le grand courant de l'humanisme juridique. Fondé par François Connan et développé notamment par Le Douaren et Hugues Doneau, celui-ci consiste en la formulation de grands principes juridiques théoriques prenant base dans le Digeste et en une remise en ordre cohérente et logique de celui-ci suivant le plan présenté par Gaius : « personnes, choses, actions ».